# 260 (число)
Вижте пояснителната страница за други значения на 260.
260 (двеста шестдесет) е естествено, цяло число, следващо 259 и предхождащо 261.
Двеста шестдесет с арабски цифри се записва „260“, а с римски – „CCLX“. Числото 260 е съставено от три цифри от позиционните бройни системи – 2 (две), 6 (шест), 0 (нула).

## Общи сведения
- 260 е четно число.
- 260 е богато число.
- 260-ият ден от обикновена година е 17 септември, а от високосна – 16 септември.
- 260 е година от новата ера.